# 稻草人和他的僕人
《稻草人和他的僕人》（英語：The Scarecrow and his Servant）是英國作家菲力普·普曼所著的兒童文學作品，於2004年出版。講述了一個稻草人被閃電擊中之後復活，雇用了孤兒傑克為僕人，兩人一同冒險的經歷。
當作者普曼被記者問到《稻草人和他的僕人》是否是人文主義的寓言時，他回答說「我並沒打算將它視作任何一種形式的寓言，我根本不喜歡寓言。它只是一個童話故事。」

## 所獲殊榮
- 2004年，提名卡內基獎章。
- 2005年，獲得雀巢聰明豆兒童圖書獎（英语：Nestlé Smarties Book Prize）銀獎[4][5]。